# Pfarrkirche Eggendorf am Walde

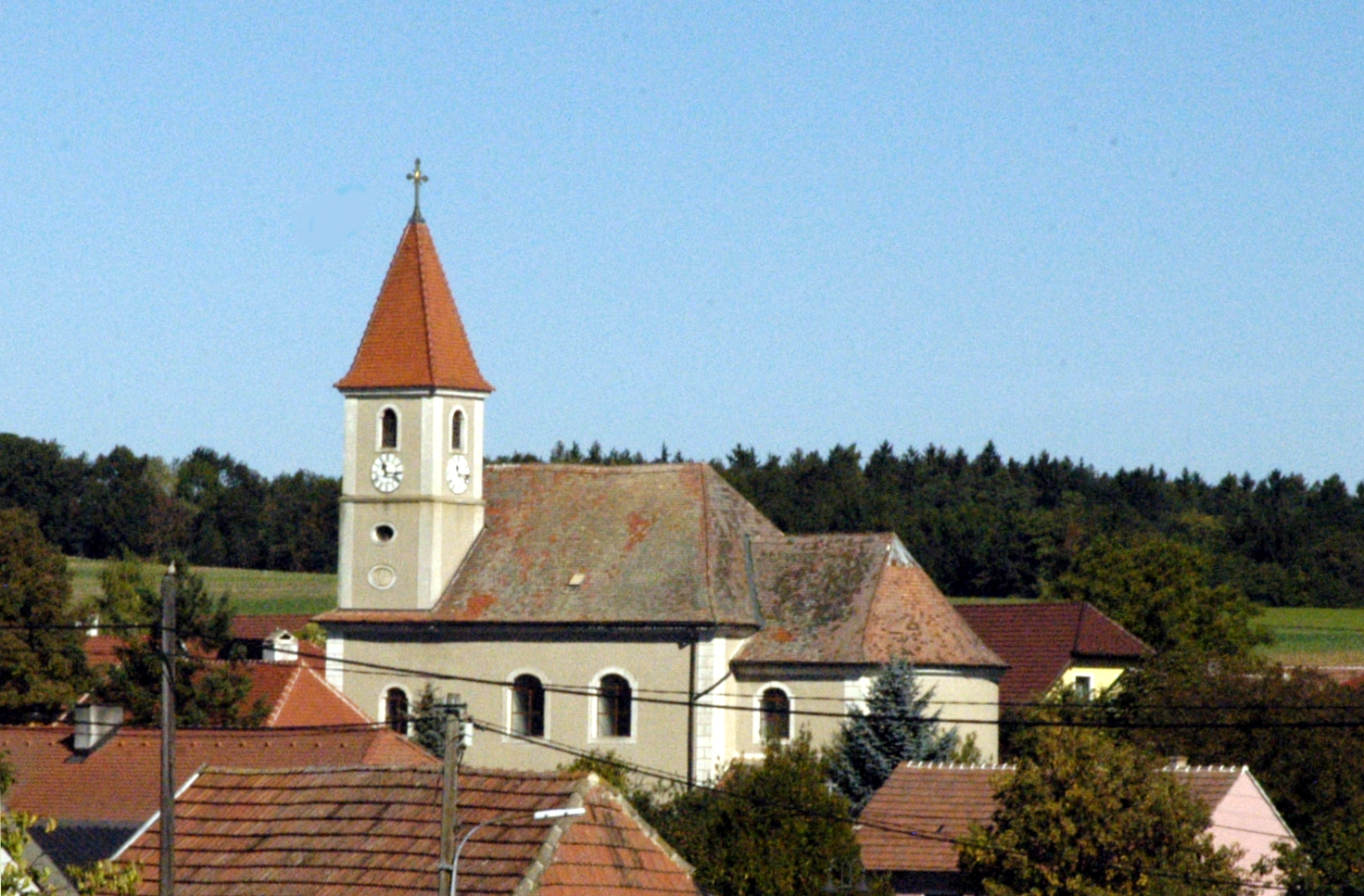
Katholische Pfarrkirche hl. Jakobus der Ältere in Eggendorf am Walde

Die römisch-katholische Pfarrkirche Eggendorf am Walde steht etwas erhöht im Nordwesten der Ortschaft Eggendorf am Walde in der Stadtgemeinde Maissau im Bezirk Hollabrunn in Niederösterreich. Die dem Patrozinium des Heiligen Jakobus der Ältere unterstellte Pfarrkirche gehört zum Dekanat Schmidatal im Vikariat Unter dem Manhartsberg der Erzdiözese Wien. Die Kirche steht unter Denkmalschutz (Listeneintrag).

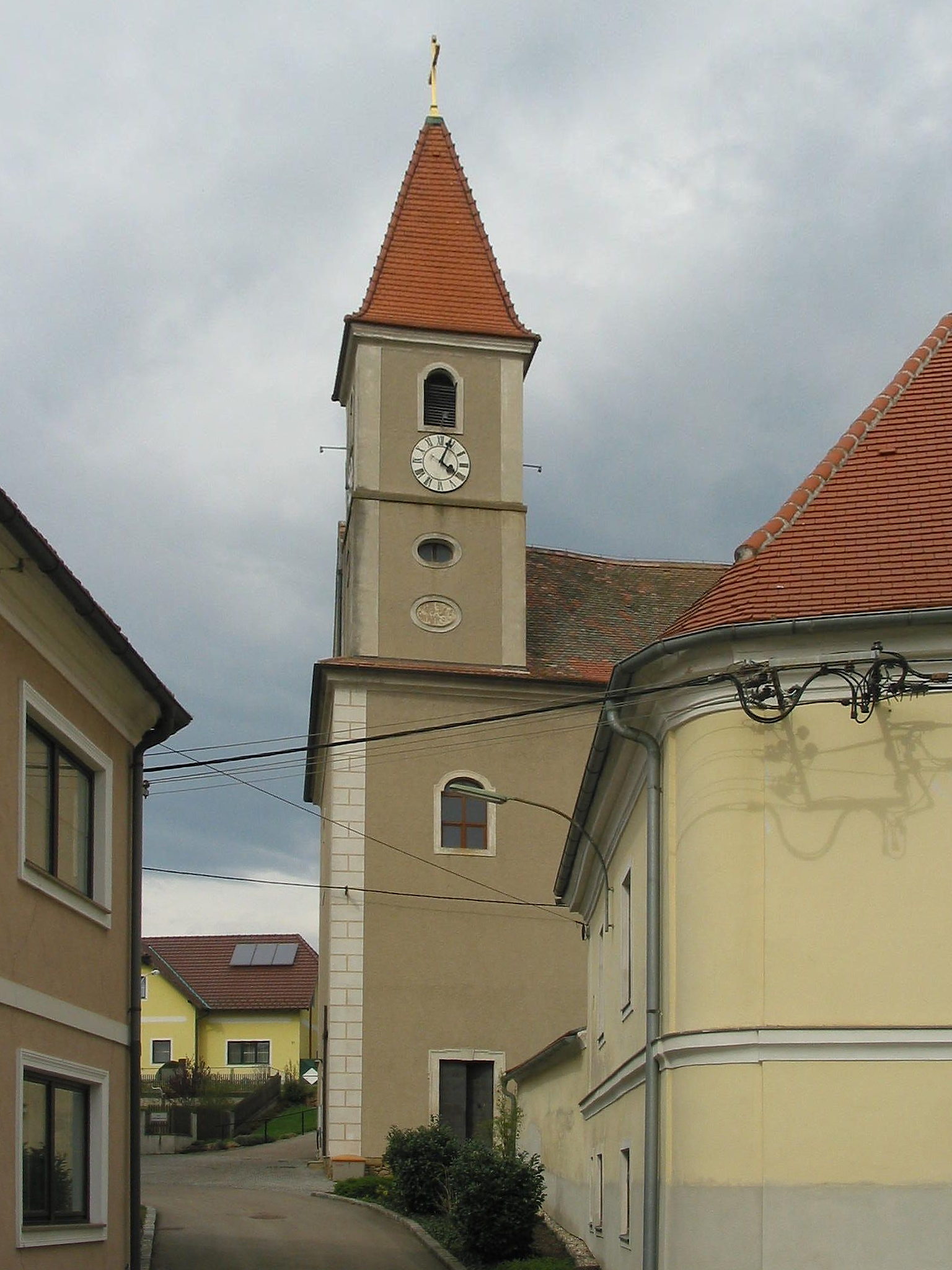
Kirche vom Ortszentrum aus gesehen

## Baubeschreibung

### Außen
Die Pfarre ist vermutlich im 13. Jahrhundert aus herrschaftlicher Gründung entstanden, die barocke Kirche wurde im Jahre 1744 vermutlich über einem gotischen Vorgängerbau errichtet.
Die Fassade des hohen Langhauses und der rund geschlossene eingezogene Chor mit niedrigem Sakristeianbau im Süden sind durch faschengerahmte Fenster mit eingezogenem Rundbogen sowie ein umlaufendes Traufgesims unter dem zur Apsis hin abgewalmten Satteldach schlicht gegliedert. An der Westfront findet sich eine gemalte Eckquaderung, im Sockel der nördlichen Langhausmauer sind Reste von spätmittelalterlichem Mauerwerk zu sehen. Die Eisenplattentür des Südportals mit originalen Beschlägen stammt aus dem 18. Jahrhundert.
Der Turm mit Pyramidenhelm wurde nach einem Brand im Jahre 1846 zweigeschoßig erneuert. Seine Fassade hat Ecklisenen und faschengerahmte Rundbogenfenster im Schallgeschoß.

### Innen

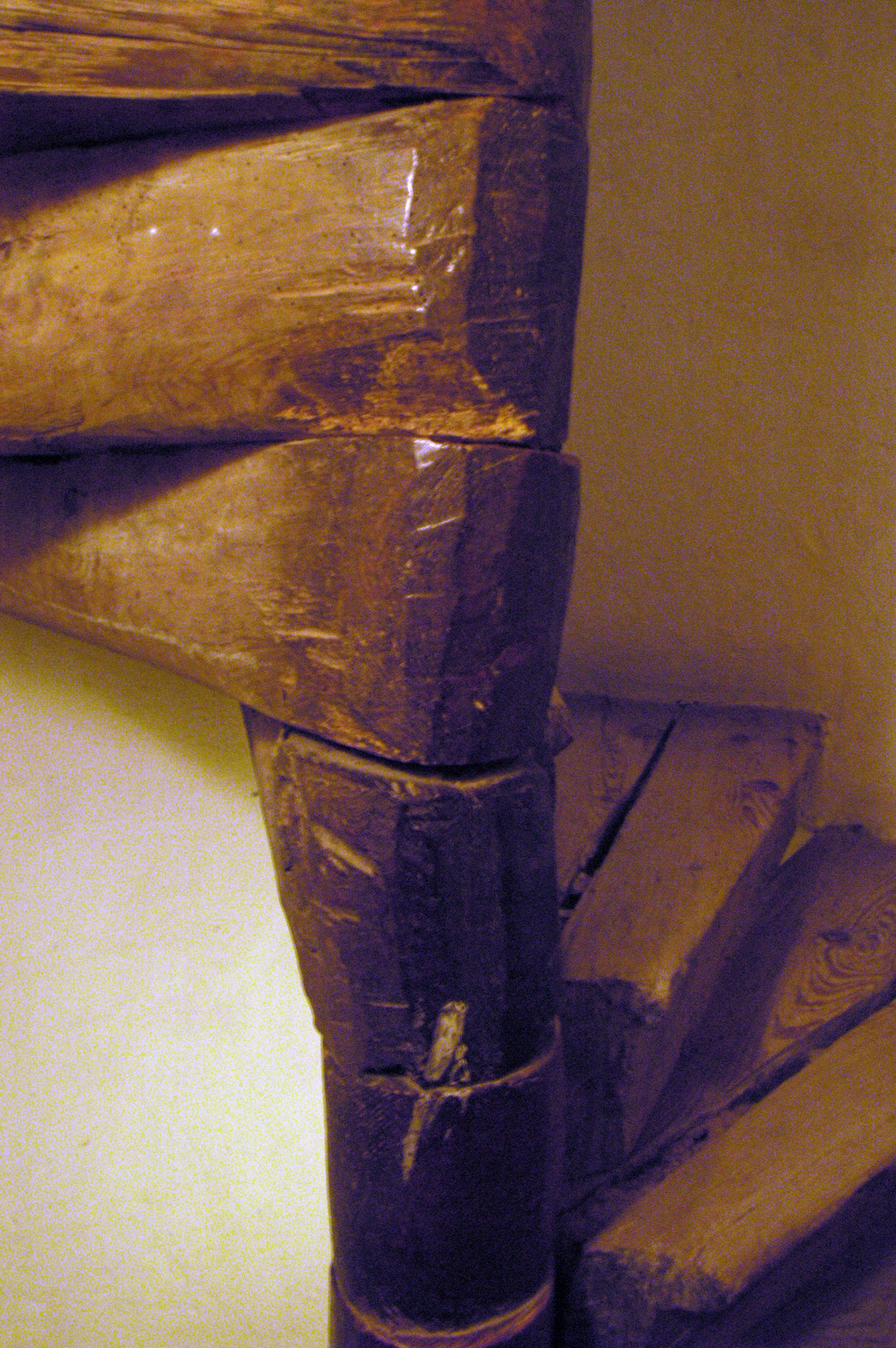
Spindeltreppe aus Holz zur Empore

An den zweijochigen Saalbau schließt westlich in abgerundeten Ecken eingezogen die einjochige Orgelempore und östlich der einjochige Chor mit halbrunder Apsis an. Gurtbögen auf Pilastern mit hohem Sockel und verkröpftem, reich profilierten Gebälk tragen das Tonnengewölbe mit Stichkappen.
In der Südwand des Chores bildet ein einfaches Rechteckportal mit Keilstein und zarter, genuteter Rahmung den Zugang zur Sakristei, die mit einem Tonnengewölbe mit Stichkappen überwölbt ist.
Hinter einer Tür an der Südwand unterhalb der Empore führt eine als Spindeltreppe ausgeführte Wendeltreppe zur Empore. Diese Treppe aus Holz hat eine Spindel, die sich aus zylindrischen Teilen der einzelnen Holzstufen zusammensetzt.

## Ausstattung
Der spätbarocke Hochaltar stammt aus dem dritten Viertel des 18. Jahrhunderts. Er ist als Sarkophagaltar in Kastenrahmen mit einem Retabelaufsatz ausgeführt, welcher von Pilastern und Säulen flankiert wird. Das Altarbild mit einem Bildnis des heiligen Jakobus der Ältere ist mit „J Meichsner 1767“ (Johann Nepomuk Meichsner) bezeichnet. Vor den Pilastern und über seitlichen Opfergangsportalen stehen Figuren der Heiligen Petrus, Joachim, Anna und Andreas mit Putten. Im Auszug befindet sich eine Figurengruppe der Dreifaltigkeit mit Putten auf einem Wolkensockel. Der volutengestützte Tabernakel wird von Engelsfiguren flankiert.
Zwei einfache ähnliche Seitenaltäre mit Sarkophagmensen und Retabelaufsätzen aus dem dritten Viertel des 18. Jahrhunderts befinden sich im ersten Joch des Langhauses. Sie sind mit sparsamem Rocailledekor versehen, der linke Altar auch mit Puttenfiguren.
Das Altarblatt des linken Seitenaltares zeigt die heilige Anna Maria das Lesen lehrend. Links vom Tabernakel steht eine Statue des heiligen Josef mit dem Jesuskind im Arm, rechts vom Tabernakel befindet sich ein Reliquiar.
Das Altarblatt des linken Altares zeigt die Heiligen Sebastian und Rochus. Links vom Tabernakel befindet sich ein Reliquiar, rechts davon eine Statue der heiligen Maria mit dem Jesuskind auf dem linken Arm. Maria hält in der rechten Hand ein Zepter, das Kind einen Reichsapfel.
Die mit schlichtem Rocailledekor versehene Kanzel aus dem dritten Viertel des 18. Jahrhunderts ist auf dem Kanzelkorb mit Reliefs der Heiligen Paulus und Andreas versehen. Auf dem Schalldeckel befindet sich eine Figurengruppe Christus Salvator auf einem Wolkensockel.
Die vierzehn Kreuzwegbilder sind mit „J.N. Meichsner, 176.“ bezeichnet. Ein Votivbild in barockem Rahmen stellt die Heiligen Sebastian, Rochus und Rosalia sowie die heilige Dreifaltigkeit dar und ist mit „1714, 1748 und 1854“ bezeichnet. Ein barocker Opferstock aus dem späten 18. Jahrhundert auf einem Balustersockel vervollständigt die Ausstattung.

### Orgel

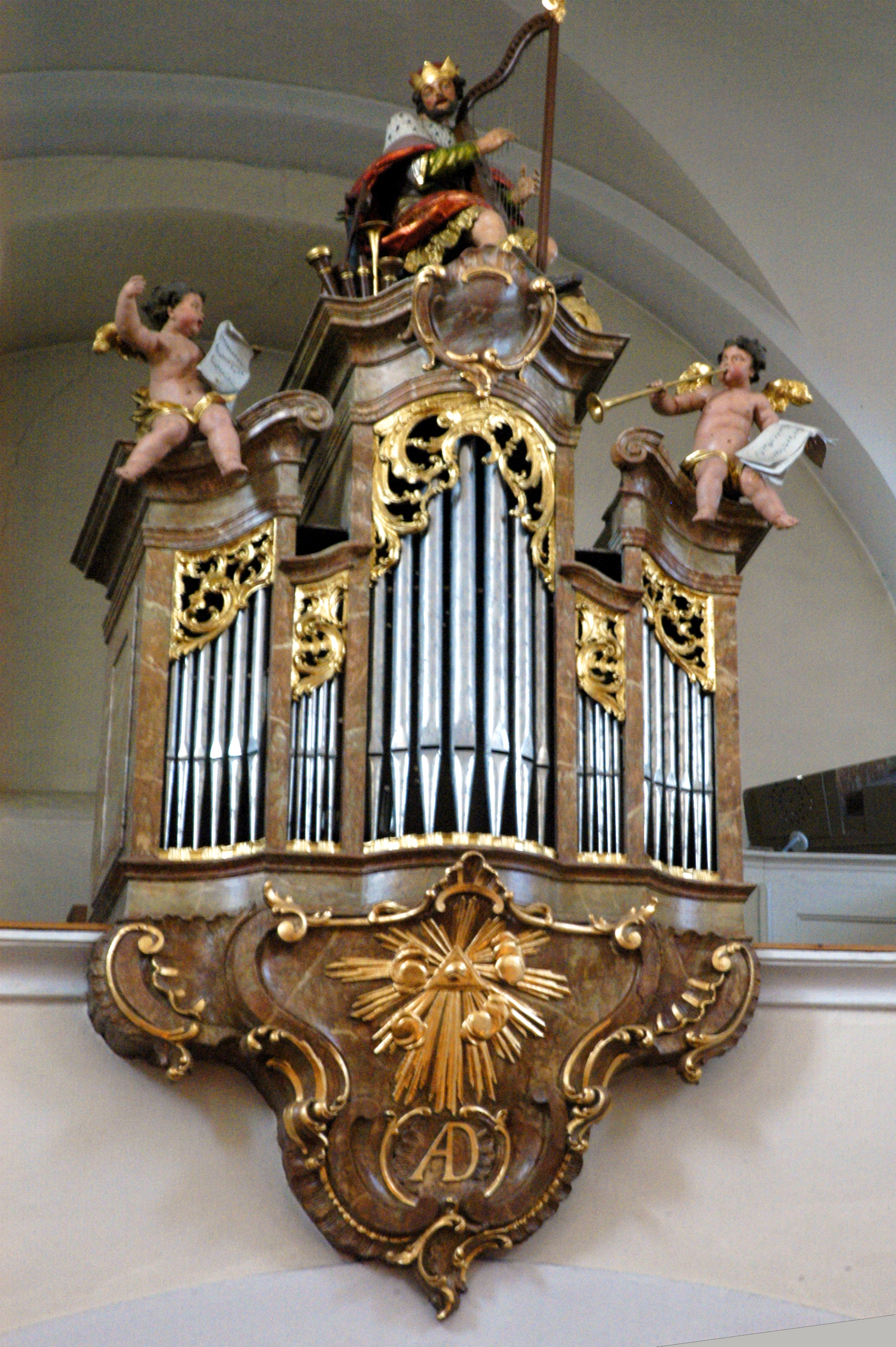
Die Posselt-Orgel in Eggendorf

Die Orgel wurde im Jahre 1766 von David Posselt in Wien als Brüstungswerk gebaut, von dem der fünfteilige Prospekt erhalten ist. Der flachrunde, überhöhte Mittelturm wird von zwei niedrigen, schmalen und außen von zwei größeren Harfenfeldern flankiert. Vergoldete Akanthusranken schließen die Pfeifenfelder nach oben ab. Das Orgelgehäuse ist mit musizierenden Putten verziert und wird auf dem profilierten Gesims von einer Figur des König David mit einer Harfe bekrönt. In einer geschwungenen Rocaille-Kartusche unter den Pfeifenfeldern ist das Auge der Vorsehung in einem vergoldeten Dreieck mit Strahlenkranz dargestellt. Das Instrument verfügt über fünf Register, die im 20. Jahrhundert erneuert wurden. Die Disposition lautet:
| Manual CDEFGA– |    |
| Copula         | 8′ |
| Prinzipal      | 4′ |
| Waldflöte      | 4′ |
| Octave         | 2′ |
| Mixtur         | 1′ |

### Glocken
Seit der Zeit des Kirchenbrandes von 1846 ist der Bestand von drei Glocken bekannt, die mangels eines Turmes auf einem Gerüst neben der Kirche aufgehängt waren. Das Zwischenkriegsgeläute bestand aus drei Glocken mit dem Motiv des C-Dur-Dreiklangs (c², e², g²). Sie hatten die Massen 224, 130 und 66 kg und als Durchmesser 0,73, 0,60 und 0,51 m. Die große und die kleine Glocke wurden 1923 von Karl Kutter in Wien gegossen. Die mittlere, älteste Glocke hatte Heinrich Kohl in Horn (Niederösterreich) im Jahr 1864 gegossen. Da Kohl nur wenige Exemplare gegossen hat, sind kaum Glocken von ihm erhalten.
Heute beherbergt der Glockenturm ein Dreiergeläute aus Zinnbronze auf derselben Tonhöhe (c², e², g²) wie das Zwischengeläute. Die Massen (237, 125, 66 kg) und Durchmesser (0,74, 0,597, 0,51 m) sind ebenfalls ähnlich. Die beiden großen Glocken wurden 1949 in der Wiener Glockengießerei Josef gefertigt, die kleine Glocke stammt noch vom Vorgängergeläute (Gießerei Karl Kutter in Wien, 1923).